# Kronenberg

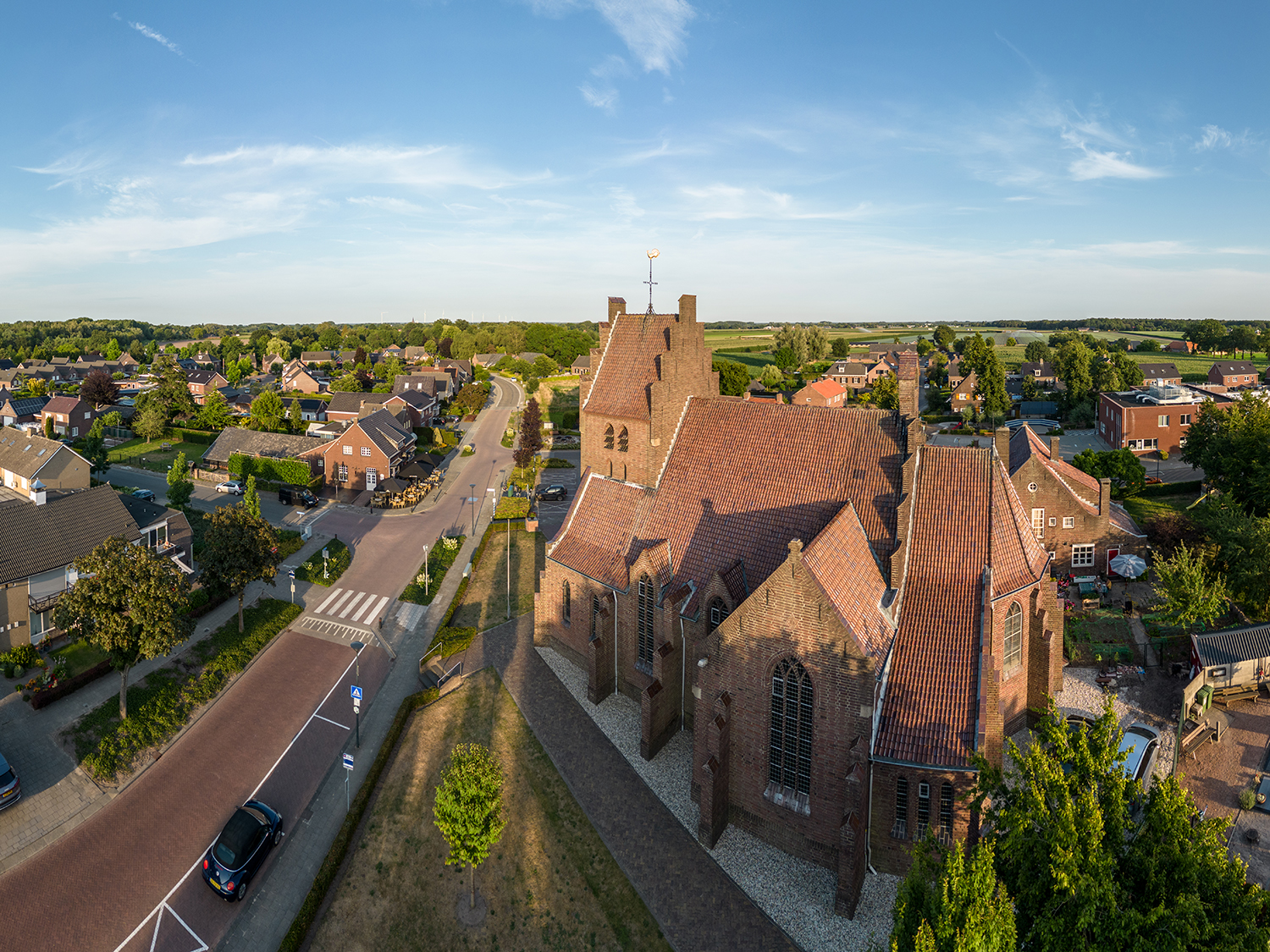
Kronenberg, de Rooms Katholieke Sint Theresiakerk

Kronenberg (Noord-Limburgs: De Kroeënenberg) is een kerkdorp in Nederlands Limburg, gemeente Horst aan de Maas.

## Etymologie
Waar de naam Kronenberg precies vandaan komt is niet eenduidig bekend. Er is een theorie die veronderstelt dat deze naam komt van een familie met die naam, die zich hier vestigde. Het zou om de Kronenbergerhof gaan, waar in 1466 ene Jan van Croonenborgh woonde.
Een andere theorie is dat de verklaring gezocht moet worden in het landschap. Nabij Sevenum bevinden zich de Schatberg, de Heesberg, de Steegberg en de Bergerhoek. Deze "bergen" zijn in feite stuifzandduinen. De toevoeging Kronen komt waarschijnlijk van de Kraanvogels (Limburgs: Kroeënekraane) die daar in het verleden voorkwamen.
Gedurende de Carnavalsperiode heet Kronenberg dan ook het Kroeënekraaneriek (Kraanvogelrijk) met Kroeënekraane als inwoners.
De Kraanvogel is tevens het symbool van het dorp Kronenberg.

## Ligging
Het kerkdorp Kronenberg ligt ongeveer drie kilometer ten westen van Sevenum. Het dorp heeft zich in de loop der tijden gevormd langs een van de vele wegen die vanuit Sevenum naar de Peel liepen, de Hees.
De buurtschap De Hees bestaat uit de Voorste Hees en de Achterste Hees. De buurtschap Achterste Hees behoort nu tot de parochie Kronenberg.

## Geschiedenis
In de 19e eeuw ontstond er een ontginningsnederzetting, maar pas in de loop van de 20e eeuw kwam het als ontginningsdorp tot ontwikkeling.
De parochie Kronenberg werd in 1930 gesticht. In dat jaar werd ook een school gebouwd. In 1932 kwam de bouw van de parochiekerk, gewijd aan Theresia van Lisieux. Ook de voetbalclub, SV Kronenberg, werd in dat jaar opgericht.

## Bezienswaardigheden
- Langs de Simonsstraat treft men enkele oude boerderijen aan, met name aan Simonsstraat 2 en 29.
- Aan Kronenbergerweg 19 ligt het Kronenbergerhof, een historische boerderij.
- De Theresia-van-het-kind-Jezuskerk uit 1932.
- De Onze-Lieve-Vrouw-van-Goede-Raadkapel
- De Sint-Antoniuskapel (Roodbeenkapel)
- De Heilige-Familiekapel

## Natuur en landschap
Kronenberg ligt op de hogere zandgronden aan de oostrand van de Peel op een hoogte van ongeveer 29 meter. De Driekuilenloop loopt vanaf de Peel in oostelijke richting langs Kronenberg. Ten westen van Kronenberg liggen de Kronenbergerheide, Heesberg, Steegberg en Schatberg. Het betreft voormalige stuifzandgebieden die later met naaldhout werden beplant. In het noordoosten vindt men het natte natuurgebied Heesbeemden. Door Kronenberg stroomt de Blakterbeek.

## Evenementen
Toen de parochie werd opgericht, organiseerde men jaarlijkse parochiefeesten teneinde de parochie financieel te ondersteunen. Later werden de feesten georganiseerd door de stichting Oogstcorso Kronenberg. Deze organiseerde elk jaar een dorpsfeest met een oogstcorso, dat veel publiek trok uit de regio. Sinds 1995 wordt op Hemelvaartsdag de Hemelrit gereden, een oldtimertoertocht voor gemotoriseerde tweewielers.

## Bekende Kronenbergers
Paul Verhaegh (oud-voetballer van onder meer VfL Wolfsburg)

## Nabijgelegen kernen
Evertsoord, Sevenum, Koningslust, Hegelsom, America

## Varia
- Rowwen Hèze scoorde in 1992 een van hun eerste hits met het nummer Kroenenberg, dat verwijst naar deze plaats. De in dit lied bezongen Nel oet Kroenenberg is echter een fictief persoon.